# Băiuț (gmina)
Băiuț – gmina w Rumunii, w okręgu Marmarosz. Obejmuje miejscowości Băiuț, Poiana Botizii i Strâmbu-Băiuț. W 2011 roku liczyła 2340 mieszkańców.